# 駐安卡拉臺北經濟文化代表團
駐安卡拉臺北經濟文化代表團，亦稱駐土耳其代表處，是中華民國政府派駐土耳其共和國的代表機構。
代表團負責推動臺灣與土耳其之間的雙邊關係，以及辦理護照、簽證、文件證明等领事相關業務，並提供僑民服務與旅外國人急難救助，功能等同邦交國的大使館。館務轄區為格鲁吉亚、哈萨克斯坦、吉尔吉斯斯坦、塔吉克斯坦、土库曼斯坦、乌兹别克斯坦，以及北賽普勒斯等國家。
土耳其政府派駐臺灣的代表機構則是駐臺北土耳其貿易辦事處（土耳其語：Taipei Türk Ticaret Ofisi）。

## 歷史
1989年8月21日，中華民國在土耳其首都安卡拉設立具大使館功能的駐安卡拉臺北經濟文化辦事處（Taipei Economic and Cultural Office in Ankara）。
1993年11月16日，升格為駐安卡拉臺北經濟文化代表團。

## 外部連結
- 駐安卡拉臺北經濟文化代表團的Facebook、Twitter、Instagram